# Paolo Vinaccia

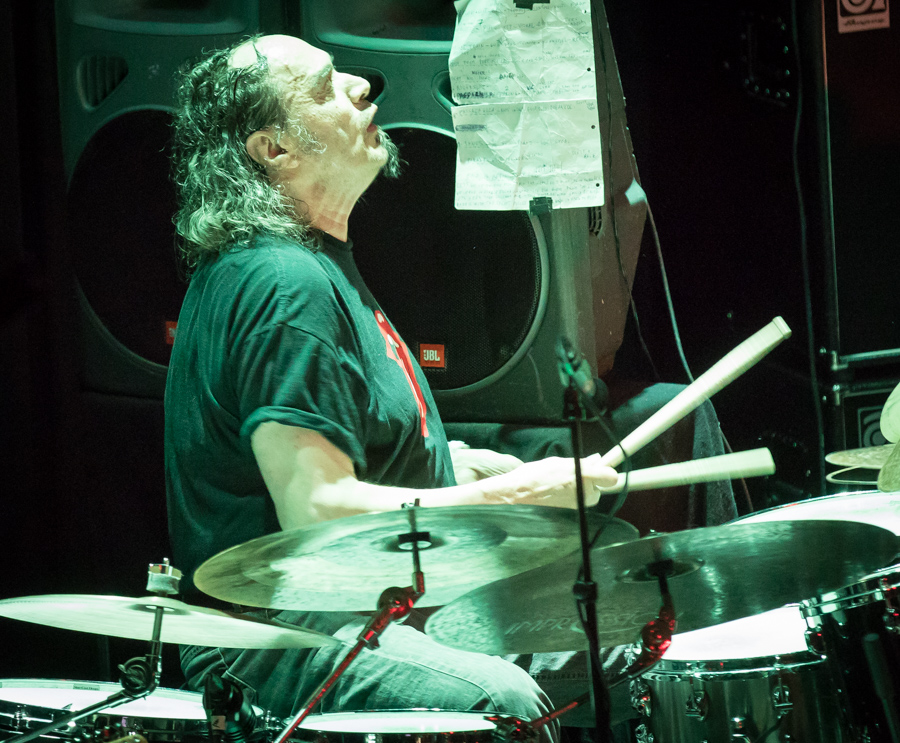
Paolo Vinaccia (2017)

Paolo Vinaccia (* 27. März 1954 in Italien; † 5. Juli 2019) war ein italienischer Jazzmusiker (Schlagzeug, Perkussion, Komposition).

## Leben und Wirken
Vinaccia wurde an italienischen Schulen und Konservatorien zum Musiker ausgebildet. Er zog 1979 nach Norwegen, um Mitglied der Jonas Fjeld Band zu werden, in der er drei Jahre spielte. Dann gehörte er zum Oslo Rhythm n Blues Ensemble, um dann in verschiedenen Gruppen von Jon Eberson (auch mit Sidsel Endresen) und im Trio von Bjørn Kjellemyr zu spielen.
Dann arbeitete er mit Bendik Hofseth, Ole Amund Gjersvik, Terje Rypdal (Skywards, Vossabrygg), Frode Alnæs, Mikhail Alperin, aber auch mit Bugge Wesseltoft, Sondre Bratland, Jon Balke und dem Miki N’Doye Orchestra. Mit Palle Mikkelborg und Mike Mainieri war er auf Tournee und im Aufnahmestudio. Im Trio von Arild Andersen legte er 2008 das hochgepriesene Album Live at Belleville vor dem 2014 ein weiteres Album folgte.
Vinaccia hat als Studiomusiker an mehr als 100 Alben mitgewirkt, unter anderem mit Morten Harket, Håkon Graf, Dhafer Youssef (Digital Prophecy), Miki N’Doye und Knut Reiersrud. 2004 komponierte er die Musik für den Spielfilm The Beautiful Country von Hans Petter Moland. Während des Oslo Jazzfestivals 2015 präsentierte er im Osloer Dom sein Auftragswerk Dommedag mit Eivind Aarset und dem Norwegischen Solistenchor.
Bereits 2009 war bei ihm ein bösartiger Tumor in der Bauchspeicheldrüse diagnostiziert worden. Am 2. Juli 2019 wurde ihm der Ehrenpreis des Oslo Jazzfestivals, der Ella-prisen, „als einem der wichtigsten Künstler des norwegischen Jazz“ verliehen.

## Diskographische Hinweise
- Paolo Vinaccia, Arild Andersen, Tore Brunborg feat. Il Coro di Neoneli Mbara Boom (Emarcy, 1997)
- Very Much Alive (Jazzland 2010, 6-CD-Box mit Terje Rypdal, Ståle Storløkken und Palle Mikkelborg (6xCD, Album))[6]
- Ole Mathisen / Per Mathisen / Paolo Vinaccia Elastics (Losen, 2011)[8]
- Arild Andersen / Paolo Vinaccia / Tommy Smith Mira (ECM 2014)[5]
- Bendik Hofseth, Jacob Young, Mats Eilertsen, Paolo Vinaccia feat. Mike Mainieri The Maze (Oslo Session 2017)